# Kopernikus-Projekte
Die Kopernikus-Projekte sind Energie-Forschungsprojekte des Bundesministeriums für Bildung und Forschung. Zusammen bilden sie eine der größten deutschen Forschungsinitiativen zum Thema Energiewende der Bundesregierung. Ihr Ziel ist die Entwicklung von Technologien und Lösungen zur Erreichung der deutschen Klimaschutzziele.

## Hintergrund
Ziel der Kopernikus-Projekte ist es, eine sichere, klimaneutrale und bezahlbare Energieversorgung für Deutschland zu ermöglichen. Um die Ziele des Pariser Klima-Abkommens zu erreichen, will Deutschland sein Energiesystem bis 2045 klimaneutral gestalten, bis 2030 soll der Anteil an erneuerbaren Energiequellen zur Emissionssekungung bereits mindestens 65 Prozent betragen. Mit steigendem Anteil erneuerbarer Energien nehmen jedoch auch Schwankungen im Stromnetz zu. Das Stromsystem der Zukunft muss mit dieser sogenannten Volatilität umgehen können. Die Herausforderung zeigt sich daran, dass im Jahr 2020 von den deutschen Netzbetreibern Redispatch- und Einspeisemanagement-Maßnahmen in Höhe von 22941 GWh vorgenommen werden mussten. Möglichkeiten zur Reduzierung dieser Eingriffe ergeben sich aus dem Ausbau (elektrischer) Energiespeicher, Maßnahmen der Sektorenkopplung, der Flexibilisierung der Energienachfrage und der intelligenten Gestaltung der Stromnetze. Bis 2045 werden im deutschen Stromsystem hierfür Batteriespeicher mit 50 GW und Maßnahmen der Nachfrageflexibilisierung mit 7 GW benötigt. Darüber hinaus spielt Wasserstoff insbesondere in der Industrie zur Dekarbonisierung von Prozessen eine Rolle, welche nicht elektrifiziert werden können.

## Die Projekte und deren Zusammenwirken
Vier Forschungsprojekte bilden zusammen die Kopernikus-Projekte. Jedes der Projekte widmet sich einem Problem bei der Umsetzung der deutschen Energiewende:
1. Das Projekt ENSURE entwickelt Netztechnologien für ein Energiesystem, das sich ausschließlich aus erneuerbaren Energiequellen speist.[3] Damit strebt es eine intelligentere Gestaltung des Stromnetzes an, um die volatile, dezentrale Einspeisung erneuerbarer Energien zu bewältigen.[19][20]
2. Das Projekt P2X erforscht die Umwandlung von erneuerbar erzeugtem Strom, CO2 und Wasser in Gase, Kraftstoffe, Chemikalien und Kunststoffe.[4] Damit lassen sich erneuerbare Energien stofflich speichern, die Sektorkopplung vorantreiben und bislang fossile Rohstoffe durch Rohstoffe ersetzen, die erneuerbar erzeugt wurden. In einem intelligenten Stromnetz (ENSURE) finden diese Herstellungsprozesse dann statt, wenn ausreichend erneuerbare Energien zur Verfügung stehen.[21][22]
3. Das Projekt SynErgie untersucht, wie die Industrie energieintensive Prozesse flexibilisieren und so an die Verfügbarkeit der erneuerbaren Energien anpassen kann.[5] Damit kann die Industrie zum benötigten Potenzial an Nachfrageflexibilität beitragen, in intelligente Stromnetze (ENSURE) integrieren und erneuerbar erzeugte Rohstoffe (P2X) nutzen.[23][24][22]
4. Das Projekt Ariadne analysiert, welche politischen Maßnahmen geeignet sein könnten, damit die Bundesrepublik ihre Klimaschutzziele erreichen kann.[6] Damit wird der Transformationsprozess der deutschen Energiewende gesellschaftlich begleitet und hinsichtlich der Rahmenbedingungen der Technologien und Lösungen aus ENSURE, P2X und SynErgie integriert.[25][26]

Das macht deutlich, dass keines der Kopernikus-Projekte allein die Herausforderungen der deutschen Energiewende lösen kann. Jedes Projekt leistet einen wichtigen Beitrag durch die Entwicklung und Erprobung von Technologien und Lösungen. Deren gesamtes Potenzial für das Energiesystem ergibt sich jedoch aus dem Zusammenwirken von Technologien und Lösungen für intelligente Stromnetze, Energiespeicherung und Nachfrageflexibilität. Für das Zusammenwirken der Lösungen und deren Beitrag zu einem klimaneutralen Deutschland haben die Kopernikus-Projekte eine Vision ausgearbeitet. Die Zusammenarbeit zwischen den einzelnen Projekten findet unter anderem über gemeinsame Arbeitsgruppen statt. Über regelmäßige Presseveranstaltungen informieren die Projekte Medienschaffende kontinuierlich über Ergebnisse und Sachstände. Die Öffentlichkeit kann sich unter anderem in der Ariadne-Bürgerdeliberation und beim Kopernikus-Symposium einbringen.
In den Kopernikus-Projekten forschen insgesamt etwa 160 Partner aus Wirtschaft, Wissenschaft und Nichtregierungsorganisationen. Die Kopernikus-Projekte sind drei-phasig angelegt. Nach jeder Phase erfolgt eine Evaluation, um Forschungsthemen an neue Entwicklungen anpassen zu können.
- Phase 1: 2016 bis 2019: Konzepte und Theorie (abgeschlossen; Projekte ENSURE, P2X, SynErgie und ENavi[34])
- Phase 2: 2019 bis 2022: Validierung und Vorbereitung der Praxis-Phase (abgeschlossen; Projekte Ariadne, ENSURE, P2X, SynErgie)
- Phase 3: 2023 bis 2026: Umsetzung der entwickelten Technologien in Groß-Demonstratoren, Wissenstransfer (laufend; Projekte Ariadne, ENSURE, P2X und SynErgie)

Das Projekt ENavi wurde nach der ersten Phase nicht fortgeführt und durch das neu gestaltete Projekt Ariadne abgelöst.

## Entstehung
Die Kopernikus-Projekte sind aus einem gesellschaftlichen Dialogprozess entstanden, der im Oktober 2014 in einen Agenda-Prozess mit rund 350 Energie-Experten aus Wissenschaft, Wirtschaft, Politik und Zivilgesellschaft mündete. Ziel war die Identifikation relevanter Forschungsthemen zur Umsetzung der Energiewende.
Anschließend haben sich 2016 rund 1000 Institutionen in 41 Projektvorschlägen um die Kopernikus-Projekte beworben. Jede zweite Institution war aus der Industrie. Ein unabhängiger Beirat hat die Projektvorschläge anschließend bewertet – und evaluiert die Kopernikus-Projekte fortlaufend.